# Neutro Shorty
Liomar Ricardo Acosta Orta (Caracas, 19 de junio de 1994) conocido por su nombre artístico Neutro Shorty, es un rapero y compositor venezolano.

## Biografía
Neutro Shorty empezó su carrera en 2012 lanzando «5 Historias: The Mixtape», una compilación de 5 canciones que demostraron sus habilidades para rapear y relatar historias de la vida real. En 2013, bajo la producción de Reinaldo Trejo (Reiz RM) lanza el álbum «19 Puntos», con el que logró aumentar su popularidad y aceptación en el país, con temas como "Éramos Amigos", "Noches en la Platabanda" y "No llames Mas", siendo este último el más escuchado del álbum.
En el 2014, anuncia que el productor "Dr. Martínez" será su mánager y productor, y junto a Treizy, lanzan el álbum «Buena Mierda», y con temas como "Desde un Bloque", "Bruja" y "Fantasmas", consolidan su imagen en Venezuela, convirtiéndose en modelos a seguir por sus letras inspiradoras a la superación, que demuestran que nunca es imposible tener un mejor estilo de vida.
En 2015, bajo su propio sello «Los Vatos Inc.», lanza su álbum «El Negocio Sucio», convirtiéndose en éxito con temas como "Los Buenos Tiempos", "Drogata", "Liomar Masacre", "Bien Drogado", y "Maquito" siendo estos los más reproducidos del álbum, y en una semana logró obtener más de 60 mil descargas en la web.
En 2017, hizo una aparición en la quinta edición del concurso Premios Pepsi Music que se llevó a cabo en el Auditorio del Centro Empresarial Polar, interpretando el tema "El Reloj" junto a Sixto, tema que después publicó en su álbum de estudio titulado «Caligulas», siendo este uno de los álbumes más comerciales de Neutro Shorty, con temáticas que venía trabajando desde hace años. En 2018, fue nominado a la categoría «Trap» en los Premios Pepsi Music resultando ganador, y estrenó la canción "Cantante" junto a Corina Smith y Big Soto, y fue lanzada oficialmente el 28 de septiembre de ese mismo año y Elaborada por el sello discográfico Valencia Entertaimemt Junto a las producciones De Williams Manuel Betancourt, Renex Alberto León y JhBeat El 13 de octubre de ese mismo año, lanzó un sencillo llamado "Bad Boy", el cual fue muy bien recibido por sus fanáticos, y actualmente cuenta con más de 60.000.000 de reproducciones en la plataforma YouTube.
En el 2019 colabora con el rapero Ñengo Flow en la canción "Pa` Los Mios".
En el 2020 colabora con la rapera Techyp11 en la canción "En la cima"...
Y en diciembre de ese mismo año sacó su álbum "Humble Boyz" en el cual sacó temas como "Par de Pesos" "En el Banco" "La Punto 40" con colaboraciones de distintos interpetres del trap y del rap como Duki, Neo Pistea, Miky Woodz y Santa Fe Klan.
A fines de 2021 lanzó su segundo álbum junto a Big Soto, Apokalypsis 2. El disco con dieciocho títulos (18) contó con colaboraciones de artistas como De la Ghetto, Noriel, Micro TDH, Santa Fe Klan, Trainer, Mcklopedia, Chucky 73, Lyanno, Yung Sarria, entre otros. También hicieron presentaciones en distintos países de Latinoamérica.

## Controversias
El 9 de noviembre de 2019, en Caracas, se llevó a cabo un concierto gratuito en la Concha acústica del Parque Generalísimo Francisco de Miranda, organizado por el mismo Neutro Shorty y su compañía Trap Money. La previa convocatoria realizada a través de las redes sociales del artista, fue masiva, por lo que a última hora su productor, César Velázquez, y él mismo, a través de su cuenta de Instagram, informaron que ahora se llevaría a cabo en el terreno de la Base Aérea La Carlota. 
El evento tenía planificado iniciar a las 10:30 de la mañana, y asistieron alrededor de 8000 personas, sin embargo, en la entrada del parque, se presentó un altercado cuando una aglomeración de fanáticos ingresó al parque de manera salvaje, para asistir al concierto, generando una estampida, que dejó un saldo de 4 víctimas fatales, y más de 50 personas heridas, todos menores de edad. Debido a lo ocurrido, sus organizadores estaban evaluando suspender dicho concierto, cosa que no sucedió, sino luego de que Neutro Shorty solamente cantara 2 de sus temas, en medio del alboroto y el éxtasis de los fanáticos, que ya estaban presentes.

## Discografía
- 2012: 5 Historias: The Mixtape
- 2013: 19 Puntos
- 2014: Deseos: The Mixtape
- 2015: El Negocio Sucio
- 2015: El Rey De Los Pobres
- 2017: Caligulas
- 2019: Apokalypsis (con Big Soto)
- 2020: Hay Vida En Venus
- 2020: Humble Boyz
- 2021: The World Is Mine
- 2021: Apokalypsis 2 (con Big Soto)
- 2023: Cartel Del Caribe (con Chucky73)

## Colaboraciones
- 2015: In Da Club (junto a T-TChen)
- 2016: Violenzuela (junto a Kishar & Klau)
- 2016: La Mujer del P.T.J Remix (junto a Crisler)
- 2016: Aquí Vivo Yo (junto a Apache & Mr. Dalis)
- 2016: Las Plagas (junto a Koronado)
- 2016: No Te Enamores De Mi (junto a Juankees)
- 2017: Menú (junto a King Pride)
- 2017: Gelato (junto a Big Soto)
- 2017: Entra (junto a Micro TDH)
- 2017: Soñador (junto a Jhei F)
- 2018: B.O.B (junto a King Pride)
- 2018: The Hutslers (junto a El Ceh Bestial)
- 2018: Tu Turno (junto a Micro TDH & Big Soto)
- 2018: El Business (junto a Reis Belico, Gregory Palencia, Baby Zoom, Tao & Dejavu)
- 2018: Sin Trucos de Belleza (junto a Chyno Miranda & Juhn)
- 2018: Me Compre Un Full (Venezuela Versión) (junto a Micro TDH & Big Soto)
- 2018: Cantante (junto a Corina Smith & Big Soto)
- 2018: Cooking Up (junto a Jon Z)
- 2019: My Palace (junto a Dejavu)
- 2020: Neutro Shorty || BZRP Music Sessions #21 (junto a Bizarrap)
- 2020: La Cone (junto a Eladio Carrion & Gera MX)
- 2019: Pa' Los Mios (junto a Ñengo Flow)
- 2021: Rin Tin Tin (junto a L-Gante & DT.Bilardo)
- 2023: CSIpher (junto a Duki, Akapellah & Micro TDH)